# Boaz Solossa
Boaz Theofilius Erwin Solossa (sinh ngày 16 tháng 3 năm 1986) là một cầu thủ bóng đá chuyên nghiệp người Indonesia thi đấu ở vị trí tiền đạo cho câu lạc bộ Persipura Jayapura thuộc Liga 2 theo dạng cho mượn từ câu lạc bộ PSS Sleman thuộc Liga 1. Anh nổi tiếng với kỹ thuật rê bóng hiệu quả, sút bóng chính xác và chuyền bóng bằng chân trái.

## Thống kê sự nghiệp

### Bàn thắng quốc tế
| #  | Ngày                 | Địa điểm                                                  | Đối thủ     | Bàn thắng | Kết quả | Giải đấu                 |
| -- | -------------------- | --------------------------------------------------------- | ----------- | --------- | ------- | ------------------------ |
| 1  | 9 tháng 12 năm 2004  | Sân vận động Thống Nhất, Thành phố Hồ Chí Minh, Việt Nam  | Lào         | 1–0       | 6–0     | Cúp Tiger 2004           |
| 2  | 9 tháng 12 năm 2004  | Sân vận động Thống Nhất, Thành phố Hồ Chí Minh, Việt Nam  | Lào         | 4–0       | 6–0     | Cúp Tiger 2004           |
| 3  | 11 tháng 12 năm 2004 | Sân vận động Quốc gia Mỹ Đình, Hà Nội, Việt Nam           | Việt Nam    | 2–0       | 3–0     | Cúp Tiger 2004           |
| 4  | 3 tháng 1 năm 2005   | Sân vận động Quốc gia Bukit Jalil, Kuala Lumpur, Malaysia | Malaysia    | 4–1       | 4–1     | Cúp Tiger 2004           |
| 5  | 6 tháng 1 năm 2010   | Sân vận động Gelora Bung Karno, Jakarta, Indonesia        | Oman        | 1–1       | 1–2     | Vòng loại Asian Cup 2011 |
| 6  | 8 tháng 10 năm 2010  | Sân vận động Gelora Bung Karno, Jakarta, Indonesia        | Uruguay     | 1–0       | 1–7     | Giao hữu                 |
| 7  | 23 tháng 3 năm 2013  | Sân vận động Gelora Bung Karno, Jakarta, Indonesia        | Ả Rập Xê Út | 1–0       | 1–2     | Vòng loại Asian Cup 2015 |
| 8  | 15 tháng 10 năm 2013 | Sân vận động Gelora Bung Karno, Jakarta, Indonesia        | Trung Quốc  | 1–1       | 1–1     | Vòng loại Asian Cup 2015 |
| 9  | 6 tháng 9 năm 2016   | Sân vận động Manahan, Surakarta, Indonesia                | Malaysia    | 1–0       | 3–0     | Giao hữu                 |
| 10 | 6 tháng 9 năm 2016   | Sân vận động Manahan, Surakarta, Indonesia                | Malaysia    | 3–0       | 3–0     | Giao hữu                 |
| 11 | 8 tháng 11 năm 2016  | Sân vận động Quốc gia Mỹ Đình, Hà Nội, Việt Nam           | Việt Nam    | 1–0       | 2–3     | Giao hữu                 |
| 12 | 19 tháng 11 năm 2016 | Sân vận động Thể thao Philippines, Bocaue, Philippines    | Thái Lan    | 1–2       | 2–4     | AFF Cup 2016             |
| 13 | 21 tháng 11 năm 2016 | Sân vận động Thể thao Philippines, Bocaue, Philippines    | Philippines | 2–1       | 2–2     | AFF Cup 2016             |
| 14 | 3 tháng 12 năm 2016  | Sân vận động Pakansari, Bogor, Indonesia                  | Việt Nam    | 2–1       | 2–1     | AFF Cup 2016             |

#### U-23
| # | Ngày                | Địa điểm                                     | Đối thủ | Bàn thắng | Kết quả | Giải đấu                                                     |
| - | ------------------- | -------------------------------------------- | ------- | --------- | ------- | ------------------------------------------------------------ |
| 1 | 16 tháng 5 năm 2007 | Sân vận động Lebak Bulus, Jakarta, Indonesia | Oman    | 1–0       | 2–1     | Vòng loại bóng đá nam Thế vận hội Mùa hè 2008 khu vực châu Á |